# Xijiao, Guangdong
Xijiao (kinesiska: 西郊) är ett stadsdelsdistrikt i sydöstra Kina. Det ligger i stadsdistriktet Meijiang i staden Meizhou i provinsen Guangdong, omkring 320 kilometer nordost om provinshuvudstaden Guangzhou. Antalet invånare är 52 150. Befolkningen består av 26 532 kvinnor och 25 618 män. Barn under 15 år utgör 15,0 %, vuxna 15-64 år 74 %, och äldre över 65 år 9,0 %.